# Ferryhill
Ferryhill est une ville anglaise située dans le comté de Durham au nord-est du pays. En 2011, sa population était de 9 940 habitants.

## Personnalités liées à la ville
- Eric Gates (1955-), joueur de football, y est né.

## Traduction
- (en) Cet article est partiellement ou en totalité issu de l’article de Wikipédia en anglais intitulé « Ferryhill » (voir la liste des auteurs).